# Equilibrium (film)
Equilibrium è un film fantascientifico del 2002 scritto e diretto da Kurt Wimmer, ambientato in un futuro distopico e postapocalittico.

## Trama
Nell'anno 2072, una città-Stato chiamata Libria vive sotto il regime di un carismatico e misterioso dittatore, Il Padre. Dopo uno spaventoso conflitto nucleare che ha quasi spazzato via la specie umana dal pianeta, i pochi superstiti hanno deciso di creare un nuovo ordine e sradicare la guerra, riconducendo la sua origine alle capacità di provare emozioni: l'eliminazione delle emozioni dall'animo umano avrebbe cancellato anche l'aggressività e gli istinti a essa collegati. Così, ogni cittadino è tenuto per legge ad assumere quotidianamente una droga, il Prozium II, che inibisce le emozioni. Insieme ai sentimenti, viene eliminato qualsiasi tipo di oggetto che possa ricondurre l'uomo a ricordare la civiltà del passato, vietando, pena la morte, gli oggetti in grado di provocare o riportare alla memoria le emozioni; oggetti come i libri, la musica e i giocattoli. Al fine di sorvegliare l'ordine costituito, è stato posto il Tetragrammaton, un'organizzazione a metà tra polizia segreta e ordine monastico, con i suoi micidiali Cleric (chierici) addestrati alle discipline di combattimento più raffinate, come il letale kata della pistola (Gun Kata).
Il protagonista, John Preston, è il migliore tra i Cleric, e vive da vedovo con i suoi due figli, il cui primo è molto severo e ligio al dovere. Durante un'incursione dei Cleric, però, Preston nota che il suo compagno, Errol Partridge, salva un libro di poesie di W. B. Yeats, invece di farlo bruciare; dopo averlo seguito fuori dalla città, Preston lo trova intento a leggere il libro e lo interroga: Errol afferma che pagherà volentieri il prezzo di provare emozioni e, subito dopo, si lascia uccidere da Preston mentre si accinge ad afferrare la sua pistola. Le parole del collega restano nella mente di Preston ricordandogli la moglie Viviana, condannata a morte per aver sospeso l'assunzione di droghe e divenuta, quindi, in grado di provare sentimenti.
Una mattina, Preston rompe per sbaglio la dose di droga da assumere e il primogenito gli ordina di andare all'Equilibrium per sostituire la dose. Preston comincia tuttavia a non assumere più alcun tipo di sostanza e segue una serie di vicende, che lo porteranno a provare di nuovo emozioni concrete e a comprendere appieno il mondo in cui vive: una dittatura basata sulla menzogna, in cui il vero essere umano è intrappolato dentro un corpo ormai diventato macchina per lavorare. Al deceduto Partridge viene sostituito Brandt, un Cleric ambizioso che ammira la carriera di Preston; durante una nuova incursione dei Cleric, viene arrestata la dissidente Mary O'Brien, ma Preston impedisce la sua condanna a morte, preferendo un interrogatorio che suscita sospetti nella mente di Brandt. All'insaputa di quest'ultimo, Preston comincia infatti a provare rimorso per aver ucciso il collega Partridge, sviluppa un rapporto sentimentale con O'Brien e cerca una via per redimersi. Ben presto, egli riesce piano piano a collegarsi e a incontrarsi con Jurgen, signore dell'Underground, una società che intende distruggere il Prozium II, assassinare il Padre e demolire la dittatura che ogni giorno, ogni ora e in ogni momento, indottrina i propri figli distorcendo le loro menti. Poco dopo, il Vice-Consigliere DuPont raggiunge Preston e gli rivela che, tra i Cleric più esperti, c'è un traditore; nonostante gli iniziali sospetti su di lui, Preston viene incaricato di smascherarlo.
Quando viene poi a sapere che O'Brien verrà giustiziata, Jurgen  consiglia a Preston di non interferire, in quanto potrebbe ostacolare la rivoluzione. Ignorandolo, Preston tenta di salvarla, ma invano, e si dispera; in questo modo, Brandt lo identifica come traditore e lo trascina da DuPont. Preston, tuttavia, inganna DuPont indicando Brandt, come il traditore. Dopo l'arresto, Preston viene a sapere che la sua casa verrà perquisita in via formale e ci torna subito per distruggere le fiale di Prozium, ma scopre che il primogenito l'ha già fatto poiché, come il padre, anche i figli avevano smesso di assumere la droga da quando la madre era morta. Il loro atteggiamento era solo una copertura per garantirgli la sopravvivenza.
Schierato ormai con i ribelli, Preston viene incaricato da Jurgen di catturare i capi della resistenza per riottenere piena fiducia dal governo, sperando che si avvicini al Padre per avere occasione di ucciderlo. Preston dichiara allo Stato di aver trovato il fulcro della ribellione e ottenere l'occasione che auspicava, ma, durante l'udienza, si rende conto che, dietro gli ologrammi e la voce di colui che conduce il popolo, non esiste nessuno; Brandt è in realtà ancora libero e il suo falso arresto era un pretesto per far uscire allo scoperto i ribelli. Inoltre, DuPont si rivela essere il Padre che ha segretamente sostituito il Padre originale dopo la sua morte; inoltre, non assume il Prozium. Sentendosi in colpa per aver involontariamente tradito i ribelli, Preston si fa strada tra le guardie del corpo di DuPont, raggiunge il suo ufficio, dopo un breve duello con la spada uccide Brandt e, in un duello Gun Kata, combatte faccia a faccia contro DuPont in persona. Sconfitto, DuPont chiede a Preston: "Ne vale davvero il prezzo?", al che Preston risponde: "Lo pago volentieri", e uccide il Padre. Dopo aver infine distrutto il centro di comando che trasmette la propaganda del Padre, Preston guarda soddisfatto i ribelli che distruggono le industrie del Prozium, segnando l'inizio della rivoluzione e la vittoria della libertà sull'ingiustizia.

## Produzione
Gli esterni furono filmati quasi interamente tra Berlino e Roma, sfruttando varie architetture monumentali e celebrative, tra cui l'Olympiastadion e quelle del quartiere dell'EUR.

## Ambientazione
Nella parte iniziale del film, sullo sfondo del quartier generale dei Cleric, si vede brevemente una statua che sorregge una riproduzione del globo terrestre, ma dai continenti deformati. La causa è probabilmente dovuta alle terribili guerre antecedenti la vicenda.
Si nota infatti che il Nordamerica è per metà sommerso e la baia di Hudson occupa gran parte della zona centrale del continente, mentre il Sudamerica è letteralmente slittato a nord-est rispetto alla sua posizione effettiva; inoltre l'Africa ha perso una buona fetta della parte occidentale e centrale a favore dell'oceano.
Per quanto riguarda l'Europa, l'Inghilterra, l'Islanda e la Scandinavia risultano devastate mentre la Groenlandia è completamente scomparsa.

## Citazioni
Nella scena in cui John Preston uccide il collega "colpevole di emozioni", Partridge, prima di morire, cita una poesia di William Butler Yeats intitolata Egli desidera i vestiti del cielo (dalla raccolta Il vento tra i roseti). La poesia verrà nuovamente citata nella scena finale della battaglia fra Preston ed Il Padre.